# Sinh khối

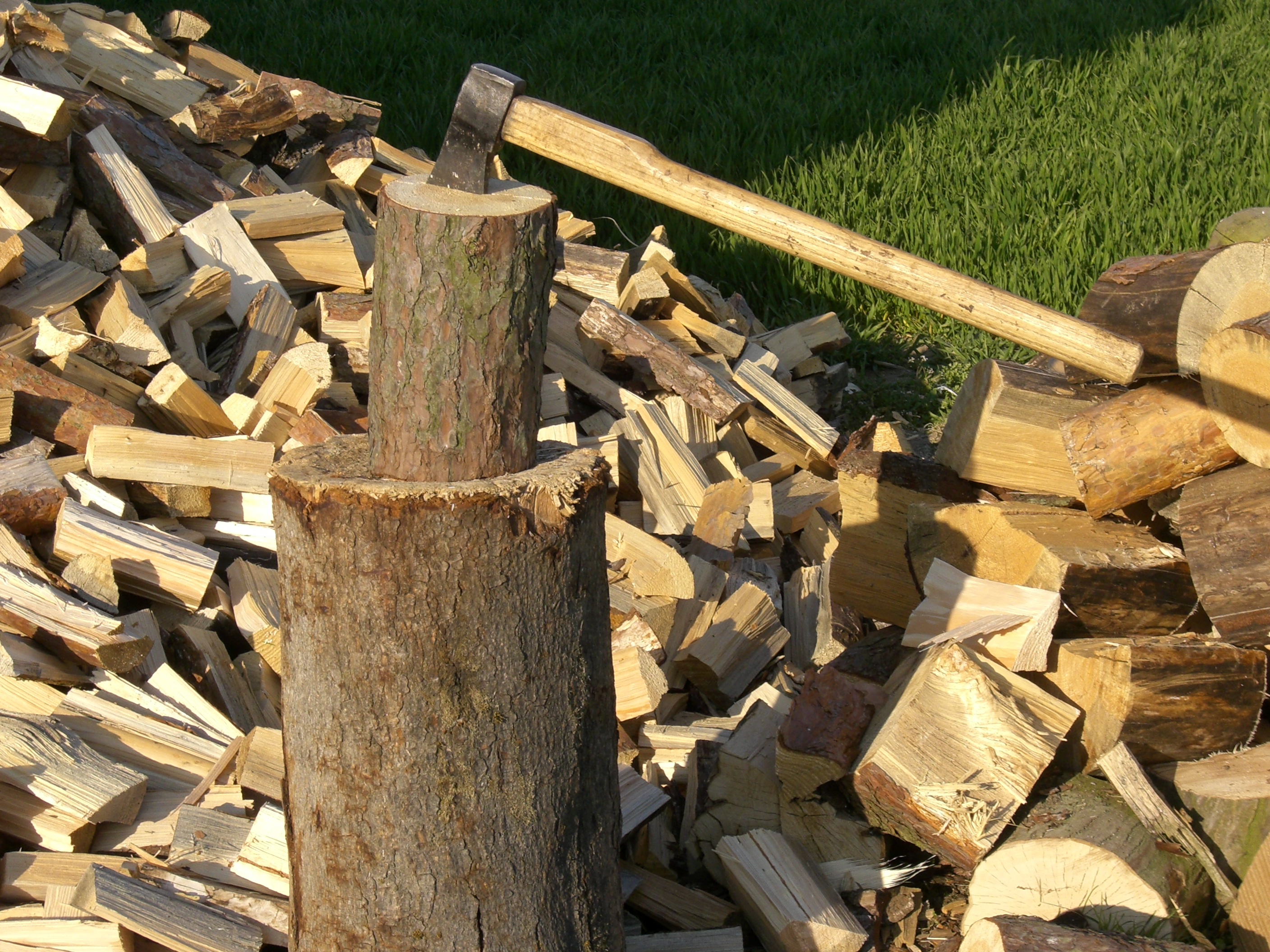
Gỗ là một nguồn sinh khối điển hình

Sinh khối là dạng vật liệu sinh học từ sự sống, hay gần đây là sinh vật sống, đa số là các cây trồng hay vật liệu có nguồn gốc từ thực vật. Được xem là nguồn năng lượng tái tạo, năng lượng sinh khối có thể dùng trực tiếp, gián tiếp một lần hay chuyển thành dạng năng lượng khác như nhiên liệu sinh học. Sinh khối có thể chuyển thành năng lượng theo ba cách: chuyển đổi nhiệt, chuyển đổi hóa học, và chuyển đổi sinh hóa.
Về mặt lịch sử, con người đã khai thác các sản phẩm có nguồn gốc từ năng lượng sinh khối khi họ bắt đầu dùng củi và cỏ khô để nhóm lửa sưởi ấm. Ngày nay, thuật ngữ này có thể hiểu theo hai nghĩa. Nghĩa thứ nhất, sinh khối là vật liệu cây trồng dùng để tạo ra điện năng (dùng turbin hơi hoặc nén khí), hoặc tạo ra nhiệt (thông qua việc đốt trực tiếp).
Đốt sinh khối có nguồn gốc từ thực vật thải ra CO2, nhưng nó vẫn được phân loại là nguồn năng lượng tái tạo trong khuôn khổ pháp lý của Liên minh Châu Âu và Liên Hợp Quốc vì quá trình quang hợp chu kỳ CO2 trở lại cây trồng mới. Trong một số trường hợp, việc tái chế CO2 này từ thực vật vào khí quyển và trở lại thực vật thậm chí có thể là CO2 âm, vì một phần tương đối lớn CO2 được chuyển đến đất trong mỗi chu kỳ.
Xử lý sinh khối đã tăng lên trong các nhà máy điện than, vì nó có thể thải ra ít CO2 hơn mà không tốn kém chi phí xây dựng cơ sở hạ tầng mới. Tuy nhiên, đồng đốt không phải là không có vấn đề, thường thì việc nâng cấp sinh khối là có lợi nhất. Việc nâng cấp lên nhiên liệu cấp cao hơn có thể được thực hiện bằng các phương pháp khác nhau, được phân loại rộng rãi là nhiệt, hóa học hoặc sinh hóa.

## Hình ảnh

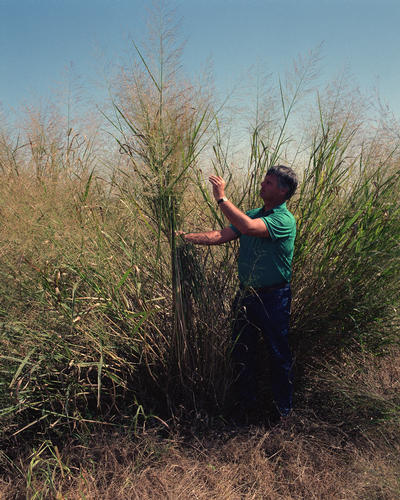
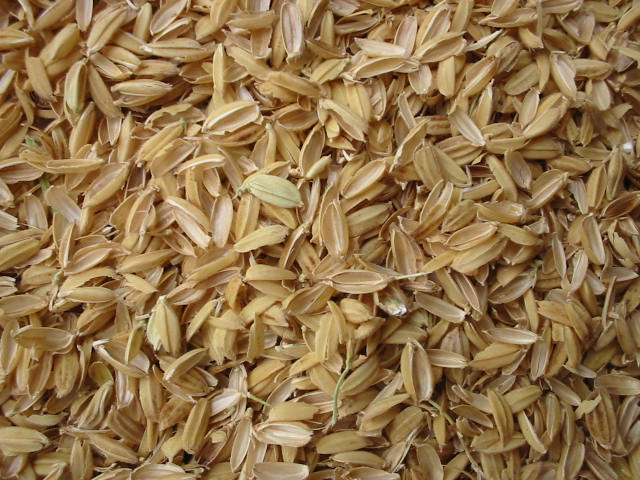